# Artère tibiale postérieure
L'artère tibiale postérieure est une artère du membre inférieur située dans la jambe.

## Origine
L'artère tibiale postérieure nait de l'artère poplitée au niveau de l'arcade tendineuse du muscle soléaire.

### Remarque terminologique
Dans la littérature, la portion initiale de l'artère tibiale postérieure située avant la naissance de l'artère fibulaire est souvent nommée tronc tibio-péronier ou tronc tibio-fibulaire, et l'artère tibiale postérieure est considérée comme une branche de ce tronc.
Les nomenclatures TA98 et TA2 considère que cette artère nait directement de l'artère poplitée.

## Trajet
L'artère tibiale postérieure descend dans la loge crurale postérieure entre ses parties profonde et superficielle.
Elle passe derrière la malléole médiale en s'orientant vers l'avant. Au niveau du sillon du tendon du muscle long fléchisseur de l’hallux, elle se divise en ses deux branches terminales : les artères plantaires médiale et latérale.

## Branches collatérales
L'artère tibiale postérieure donne naissance à une artère nourricière du tibia, au rameau circonflexe fibulaire de l'artère tibiale postérieure et à l'artère fibulaire. Cette dernière constituant sa branche la plus importante.
Elle fournit de nombreux rameaux musculaires à l'ensemble des muscles de la loge crurale postérieure.
Elle donne les rameaux malléolaire médiaux de l'artère tibiale postérieure qui contribuent au réseau malléolaire médial.
Elle contribue à la vascularisation du calcanéus par l'intermédiaire des rameaux calcanéens de l'artère tibiale postérieure.

## Aspect clinique
Le pouls de l'artère tibiale postérieure peut être facilement palpé à mi-chemin entre le bord postérieur de la malléole médiale et le tendon calcanéen.